# Energia de Zeeman
L'energia de Zeeman, o l'energia del camp extern, és l'energia potencial d'un cos magnetitzat situat dins un camp magnètic extern. El nom fa referència al físic holandès Pieter Zeeman, sobretot conegut per l'efecte Zeeman. En unitats SI, l'energia de Zeeman és
{\displaystyle E_{\text{Zeeman}}=-\mu _{0}\int _{V}\,{\textbf {M}}\cdot {\textbf {H}}_{\text{Ext}}\,\mathrm {d} V}
on HExt és el camp magnètic extern, M la magnetització local, i la integral es calcula sobre tot el volum del cos. Això és la mitja estadística (sobre el volum unitat d'un cos macroscòpic) corresponent a un Hamiltonià microscòpic per cada moment magnètic individual m que experimenta una inducció local B,
{\displaystyle H=-{\textbf {m}}\cdot {\textbf {B}}}